# Molex
Molex est un constructeur de composants électroniques pour les produits et systèmes d’interconnexion électrique et de fibre optique, les commutateurs, les circuits intégrés, l’outillage et autres.
Fondée en 1938, elle est détenue par Koch Industries. En 2009, elle couvre les cinq continents et a vendu pour plus de 2 milliards de dollars de produits. Fred Krehbiel et John Krehbiel, Jr., tous les deux petits-fils du fondateur, sont les principaux actionnaires de Molex.
Elle fournit des produits fabricant d'équipement d'origine (FEO) dans de nombreuses industries dont l’automobile, les machines de bureau, les produits de consommation, les équipements industriels, le pré câblage et les télécommunications. Elle vend plus de 100 000 produits au travers de ventes directes et par l'intermédiaire de distributeurs.
L'action était cotée NASDAQ avec le code MOLX jusqu'à son rachat par Koch en 2013.

## Histoire
La société a démarré en fournissant des pots de fleurs en plastique industriel appelé Molex. Elle a ensuite fourni des connecteurs pour General Electric et d’autres fabricants à partir du même plastique.
Elle acquiert Woodhead Industries ce qui a constitué la plus grande acquisition de son histoire. En septembre 2013, elle est rachetée par Koch Industries pour 7,2 milliards de dollars.

## Connecteur Molex

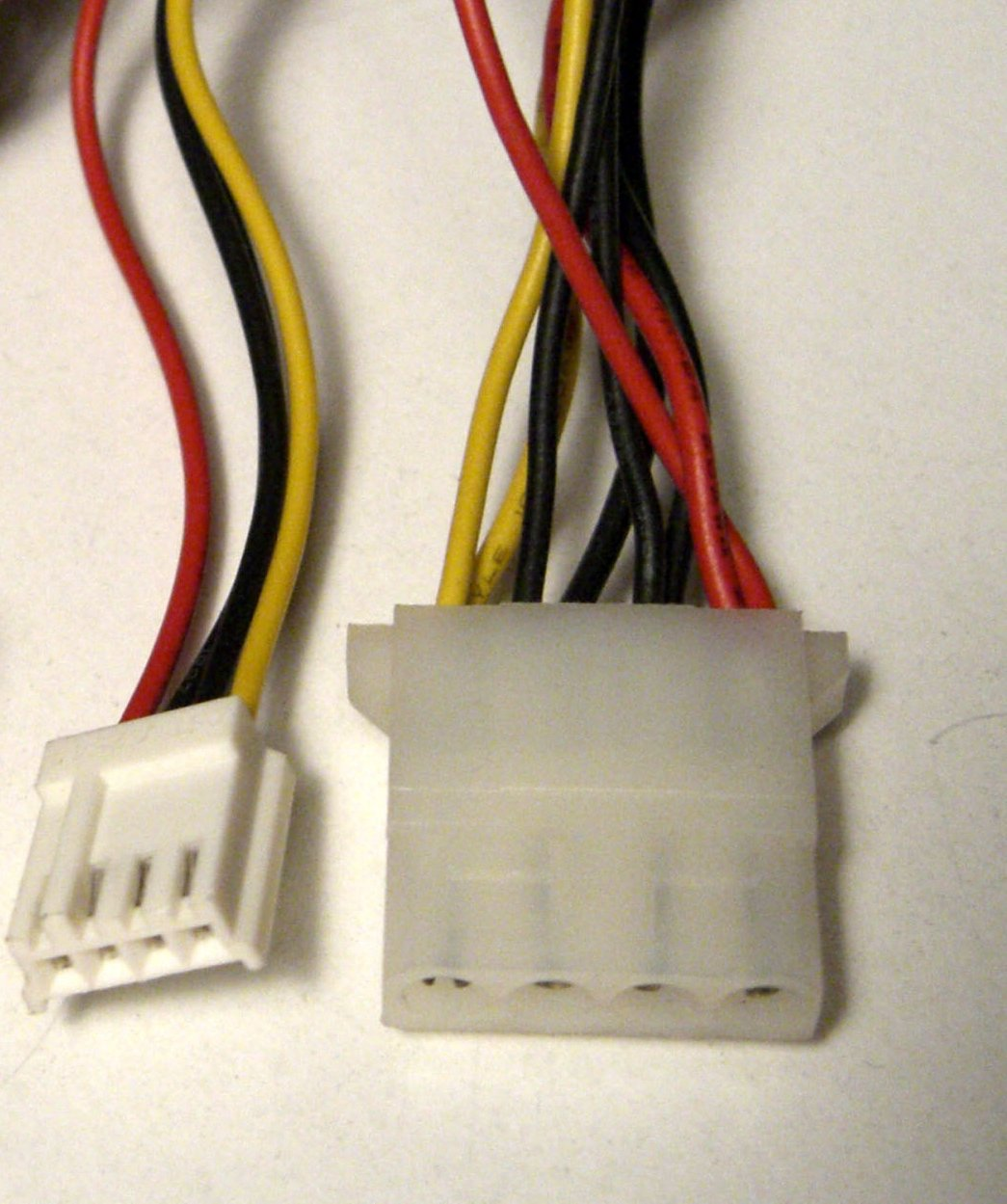
Les deux types de connecteur Molex.

En informatique, le connecteur Molex (ou connecteur Molex 8981-4P) est une prise d’alimentation électrique utilisée par certains périphériques internes d’un micro-ordinateur. En fait, il y a deux types de connecteurs couramment désignés sous le nom de Molex. Bien que la société Molex produise ces deux types de connecteurs, ce n’est pas le seul fournisseur de ce type de matériel. 
Le premier est le connecteur de forme rectangulaire à 4 broches qui fournit du +12 V et du +5 V. Les fils jaunes et rouges fournissent respectivement le +12V et le +5V, tandis que le noir fournit la masse.

Schéma du connecteur Molex à 4 broches.

Ce connecteur est utilisé dans les architectures d’ordinateurs comme les compatibles PC par exemple :
- les disques durs (non Serial ATA) ;
- les lecteurs CD-ROM et de DVD-ROM (non Serial ATA) ;
- certaines cartes graphiques nécessitant une alimentation supplémentaire ;
- certains ventilateurs pour boîtiers.

Le second, appelé mini Molex, est moins encombrant, tout en offrant également quatre broches. C'est un connecteur à verrouillage utilisé pour connecter des câbles sur des circuits imprimés ou pour les lecteurs de disquettes. 
On trouve également des connecteurs à trois broches pour ventilateurs, également appelés Molex.

## Molex en France
Molex s est implanté en France dans les années 1980 en rachetant l'entreprise France Connection basée à Antony en Ile-de-France puis en 2004 en rachetant deux sites, un bureau d'études à Montigny-le-Bretonneux (Yvelines) et une usine à Villemur-sur-Tarn (Haute-Garonne). 
Ces deux sites avaient été cédés par la SNECMA peu avant sa fusion avec la SAGEM, ils appartenaient jusqu'en 2000 aux sociétés Cinch Connecteur et Labinal (intégré au groupe Safran depuis 2005, qui produit des connecteurs pour l'aéronautique et employait alors environ 600 personnes, et qui avait gardé une partie de la production). 
L'usine de Villemur-sur-Tarn existait depuis 1932. La partie reprise par Molex employait 283 personnes en 2008 et fournissait principalement PSA, elle réalisait en 2008 1,2 million d'euros de bénéfices.  
L'usine de Villemur-sur-Tarn a été fermée en 2009. Un projet de délocalisation en Chine et aux États-Unis était à l'étude. Les cogérants français, Marcus Kerriou et William Brosnan, ont présenté leur démission le jeudi 6 août 2009 à la suite de heurts avec des salariés grévistes, cédant la gestion à la direction américaine du groupe. Un médiateur ministériel, Francis Latarche, ancien directeur de DDTE a été nommé par Christian Estrosi, alors ministre de l'Industrie. Cette fermeture d'une usine bénéficiaire, et ces licenciements ont donné lieu à une longue procédure judiciaire menée par les salariés licenciés et leurs organisations syndicales, entre 2009 et 2014. Cela a donné lieu dans un premier temps à une succession de victoires judiciaires pour les anciens salariés de Molex, mais le 2 juillet 2014 la cour de cassation a donné un coup d'arrêt à cette série de victoires en cassant la décision qui qualifiait la Maison-mère américaine de "coemployeur" des 283 employés licenciés par la filiale française. Toutefois, un arrêt rendu par la cour d'appel de Toulouse le 9 août 2016 (arrêt susceptible de pourvoi en Cassation sous deux mois) a jugé que le licenciement de 191 salariés était sans cause réelle ni sérieuse et leur accorde environ sept millions d'euros d'indemnités. Sous réserve de l'éventuel pourvoi, c'est l'assurance de garantie des salaires et non la société Molex, qui prendra en charge cette indemnisation.